# Doiransøen
Doiransøen (makedonsk: Дојранско Езеро, Dojransko Ezero; græsk: Λίμνη Δοϊράνη, Límni Dhoiráni), også stavet Dojransøen  er en sø med et areal på 43,1 km2 delt mellem Nordmakedonien (27,3 km2) og Grækenland (15,8 km2).
Mod vest ligger byen Nov Dojran (Нов Дојран), mod øst landsbyen Mouries, mod nord bjerget Belasica og mod syd den græske by Doirani. Søen har en afrundet form, en maksimal dybde på 10 meter og en nord-syd længde på 8,9 km og er 7,1 på det bredeste, hvilket gør den til den tredje største sø delvist i Nordmakedonien efter Ohridsøen og Prespasøen.

## Historie
Søen lå på den sydlige linje af den makedonske front under Første Verdenskrig, og dens sydlige bred blev stedet for de forskellige kampe mellem allierede tropper og bulgarske tropper i 1916, 1917 og 1918. Der er et monument for en af kampene og to kirkegårde for græske og britiske tropper på en bakke et par hundrede meter syd for søen. Det er designet af Sir Robert Lorimer.

## Økologi
Søen er lavvandet og eutrofisk med omfattende rørskove. På grund af overforbrug af søens vand til landbrugsformål udtørrede Doiran næsten, men katastrofen blev undgået, efter at begge lande gjorde foranstaltninger for at genopbygge og opretholde vandstanden. Hyppig og kraftig nedbør i senere år hjalp også med at genoprette vandstanden i søen.

### Vigtige fugleområder
Den makedonske (vestlige) del af søen er blevet udpeget som et vigtigt fugleområde (IBA) af BirdLife International, fordi det understøtter bestande af hvidøjet and krøltoppede pelikaner og dværgskarv. Den græske (østlige) del af søen er en separat, men tilsvarende IBA.
En del af søen (2.696 ha i den nordmakedonske del) blev i 2007 udpeget til Ramsarområde.